# Dicrostonyx nunatakensis
Dicrostonyx nunatakensis је северноамеричка врста леминга.

## Распрострањење
Ареал врсте је ограничен на једну државу, Канаду.

## Станиште
Станиште врсте је тундра.

## Угроженост
Ова врста је наведена као последња брига, јер има широко распрострањење и честа је врста.